# Ermita de la Virgen de la Oliva (Patones)
La ermita de la Virgen de la Oliva está situada en el municipio español de Patones, en la zona norte de la Comunidad de Madrid. Fue construida en los siglos XII-XIII y estuvo adscrita a la Iglesia Magistral de Alcalá de Henares y hoy pertenece a la Diócesis Complutense, con sede en la misma Ciudad de Alcalá. Se encuentra en estado de ruina progresiva, con riesgo de desprendimientos. Figura en la Lista roja de patrimonio en peligro, que la asociación Hispania Nostra empezó a elaborar en 2006.

## Localización
La ermita se halla en el paraje conocido como dehesa de la Oliva, donde se ubican otros lugares de interés histórico-artístico y geológico, como la presa del Pontón de la Oliva y la cueva del Reguerillo. Se accede por la carretera que une Patones de Abajo, uno de los núcleos de población del municipio de Patones, con el embalse de El Atazar, a unos cinco kilómetros del casco urbano.

## Estilo y características
La ermita es de estilo románico-mudéjar, también conocido como mudéjar castellano-leonés o románico de ladrillo, aunque con rasgos característicos de la arquitectura rural de la zona. 
Esta corriente artística se originó en el siglo XII en la actual provincia de León y se expandió por las de Zamora, Salamanca, Valladolid, Ávila y Segovia, hasta alcanzar la parte septentrional de la Comunidad de Madrid y la provincia de Guadalajara. 
En la región madrileña y, más concretamente, en la comarca de la Sierra Norte, existen otros edificios levantados en este mismo estilo, entre los que cabe destacar el Ábside de los Milagros, en Talamanca de Jarama.
De la primitiva ermita sólo se conservan el ábside y el tramo inicial de la nave. El primer elemento citado está configurado por una bóveda de cuarto de esfera, realizada en mampostería con hiladas de ladrillo, que se une al cuerpo principal mediante un arco ligeramente apuntado, hecho en ladrillo. Con respecto al segundo, se estructura en una bóveda de cañón, igualmente apuntada, de la que sólo se mantienen en pie el arranque y algunos muros.